# Kunovec Breg
Kunovec Breg est un village croate. Il est relié à l'autoroute D2. En 2011, 641 personnes y habitent.

## Histoire
À l'époque romaine, la plus importante route qui passe par la région est la route entre Poetovio et Mursa, qui fait partie de la Via Militaris. De Ptuj à Ludbreg (Iovia Botivo), cette route conduit l'ancienne colonie la plus importante de la région. Iovia Botivo est situé à l'intersection des voies romaines. Une route mène à Varaždinske Toplice (Aquae Iasae) et l'autre à la localité de Ferenčica, près de Prelog à Međimurje, où un grand complexe d'anciennes villas de campagne est trouvé au XXe siècle.
En 333, l'anonyme de Bordeaux, sur la route de Jérusalem, y passe et note le nom de la station du cursus publicus : « mutatio Sunista 9 milles romains (de Ludbreg, mansio Iova) ».